# Tommaso Agudio

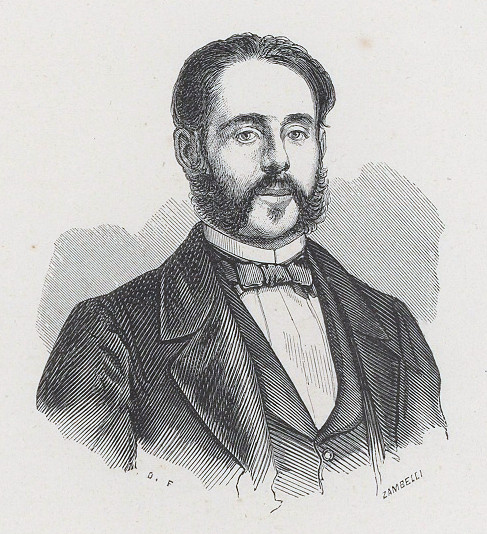
Tommaso Agudio

Tommaso Agudio (* 27. April 1827 in Malgrate; † 5. Januar 1893 in Turin) war ein italienischer Ingenieur.
Agudio schloss 1849 in Pavia sein Studium ab und ging nach Paris, wo er sich in Ingenieurwissenschaften und Metallurgie spezialisierte. Er nahm als Leiter der technischen Abteilung der Chemins de fer de l’Est, am Bau der Bahnstrecke Paris–Mulhouse teil. Er war der Konstrukteur der Geschützgiesserei des Arsenals in Turin. 
Zwischen 1860 und 1865 war er Abgeordneter der Camera dei deputati (Italienischen Parlaments). 
Zwischen 1860 und 1870 entwickelte er ein Standseilbahnsystem, das ein durchlaufendes Endlosseil verwendete, um eine „Traktor“ genannte Lokomotive zu bewegen. Das Seil wurde in einer der beiden Endstationen angetrieben und wirkte auf zwei große einseitig an der Lokomotive angebrachte Seilscheiben, über die es zweifach lief. Die Seilscheiben übertrugen die Traktionsenergie auf eine Antriebswalze, um die wiederum auf eine zwischen den Schienen liegendes festes Seil geschlungen war, an dem sich der Traktor den Berg hinauf ziehen konnte.
Versuchsanlagen befanden sich in Dusino und zwischen Lanslebourg und der Mont Cenis Passhöhe, wobei bei letzterer der Vortrieb nicht am Fixseil, sondern in der Art einer Zahnradbahn erfolgte. Regulär wurde das System bei der Bahn von Sassi zum Wallfahrtsort Superga bei Turin eingesetzt, wobei Teile der Versuchsstrecke am Mont Cenis verwendet wurden. Die Bahn blieb unverändert von 1884 bis 1935 in Betrieb und wurde dann in eine Zahnradbahn umgebaut (siehe Superga-Zahnradbahn).
Von Tommaso Augudio wurde der Seilbahnhersteller Agudio gegründet, der Einseilumlaufbahnen, Pendelbahnen sowie kuppelbare und fixe Sesselbahnen herstellte. Bekannte Seilbahnen sind die Seilbahn auf den Zuckerhut in Rio de Janeiro und das Funitel Europa in Arabba. Agudio baute auch viele Kleinkabinenbahnen in Italien mit von Pininfarina entworfenen Kabinen. Nach dem Bankrott des Agudio-Konzerns wurde er von Pomagalski übernommen und in Poma-Italia umfirmiert. Seit Ende 2007 wird der Name Agudio erneut verwendet.